# Gori (Karikaturist)

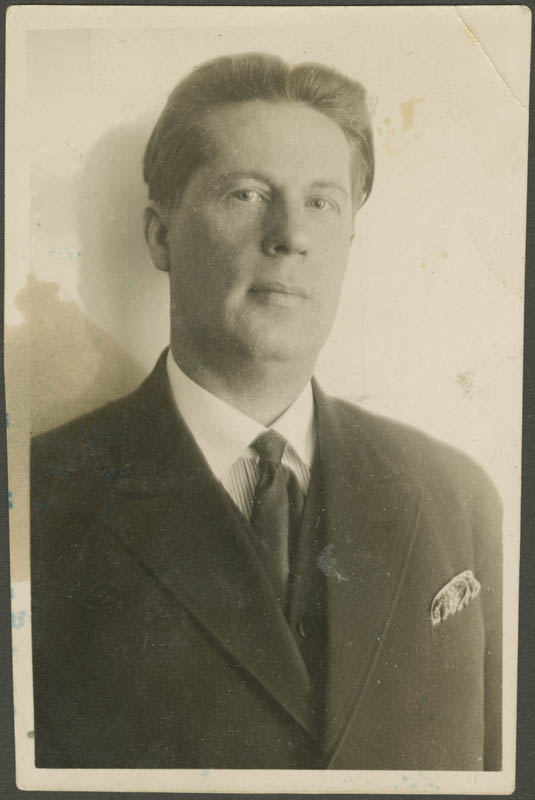
Gori

Gori (eigentlich Vello Agori, bis 1935 Georg Tõnisson; * 20. Februar 1894 in Pärnu; † 7. Oktober 1944 in Tallinn) war ein estnischer Karikaturist der Zwischenkriegszeit.

## Leben und Werk
Gori machte sein Abitur 1912 am städtischen Gymnasium in Pärnu. Bereits seit 1911 arbeitete er für die estnischen Satirezeitungen Meie Mats, Kilk, Sarjaja und Sipelgas. Von 1920 bis 1938 war er Chefkarikaturist der Zeitung Meie Maa. Von 1938 bis 1940 war für Rahvaleht tätig. 1928 veröffentlichte er eine Sammlung seiner Karikaturen unter dem Titel Knock-out.
Gori stieg aufgrund seines Talents und seiner treffenden Zeichnungen zum bekanntesten estnischen Karikaturisten seiner Zeit auf. Vorbild war für ihn vor allem der Münchner Simplicissimus. Bekannt geworden sind Goris markante Charaktertypen und seine teils bissigen Politikerportraits. In seinen Werken spiegelt sich das gesamte estnische Gesellschaftsleben der Zeit zwischen Erstem und Zweitem Weltkrieg wider. Gori prangerte die Unaufrichtigkeit, Ungebildetheit und das Parvenütum von Teilen der estnischen Gesellschaft an. Seine Karikaturen erschienen oft auch in ausländischen Zeitungen.
Während der sowjetischen (1940/41) und der deutschen Besetzung (1941–44) Estlands blieb Gori publizistisch tätig. Er arbeitete zunächst für die kommunistischen Blätter Rahva Hääl und Sirp ja Vasar, dann für Eesti Sõna. Mit der zweiten sowjetischen Besetzung Estland war er Nachstellungen des KGB ausgesetzt. Im Oktober 1944 nahm sich Gori in Tallinn das Leben.

## Beispiele seiner politischen Karikaturen

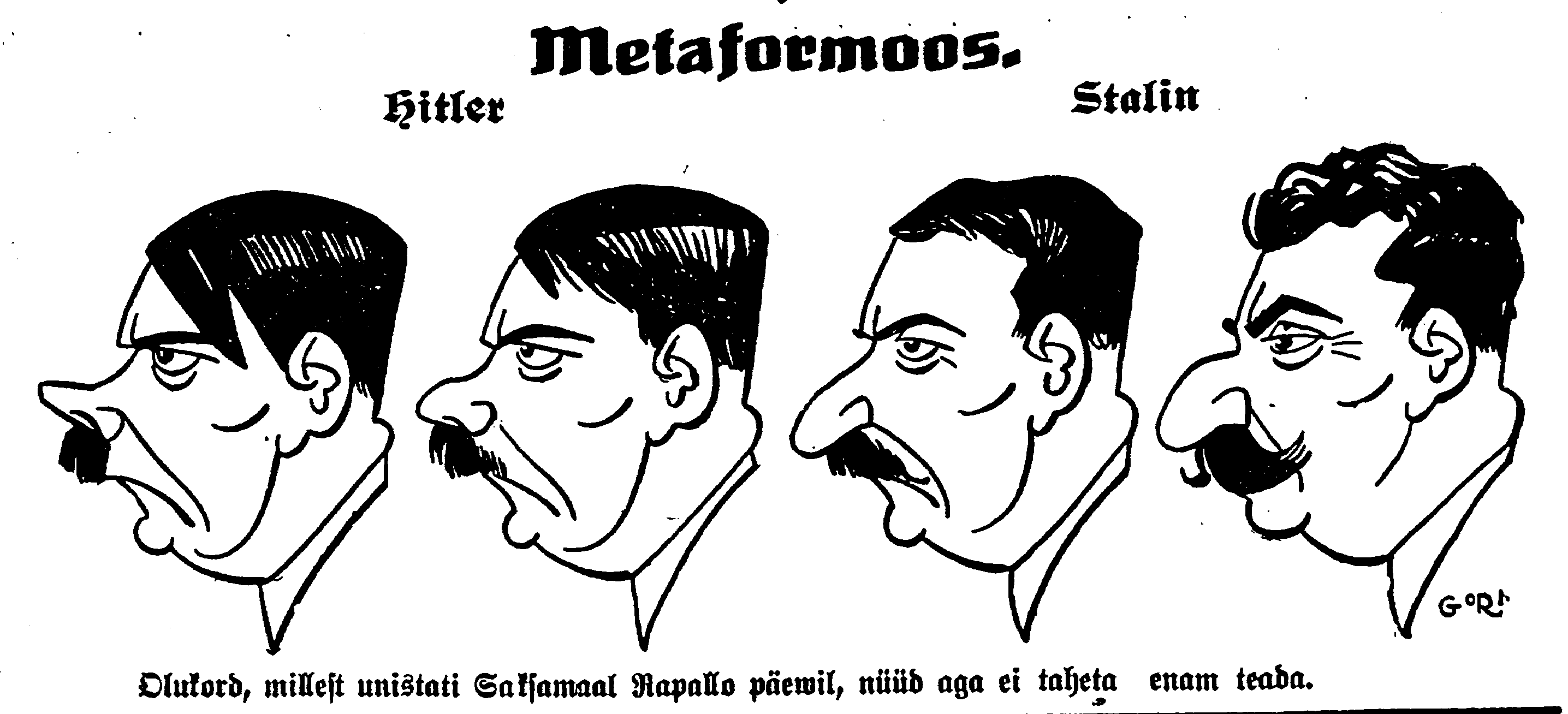
Metamorphose, 1936; Text: Zustand, von dem man in den Tagen von Rapallo in Deutschland träumte, von dem man jetzt aber nichts mehr wissen will.
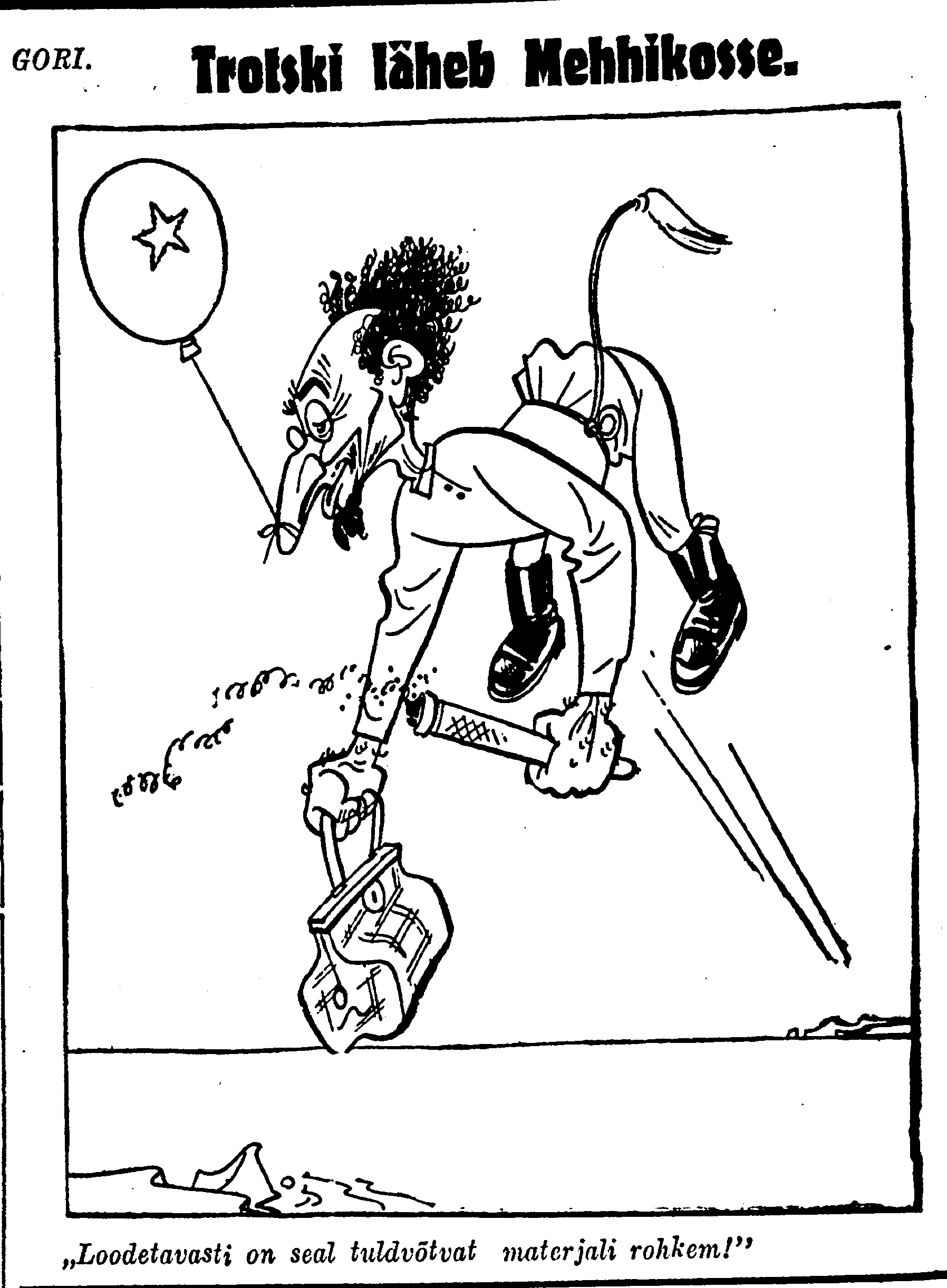
Trotzki fährt nach Mexiko, 1936; Text: Hoffentlich gibt es dort mehr brennbares Matrerial.
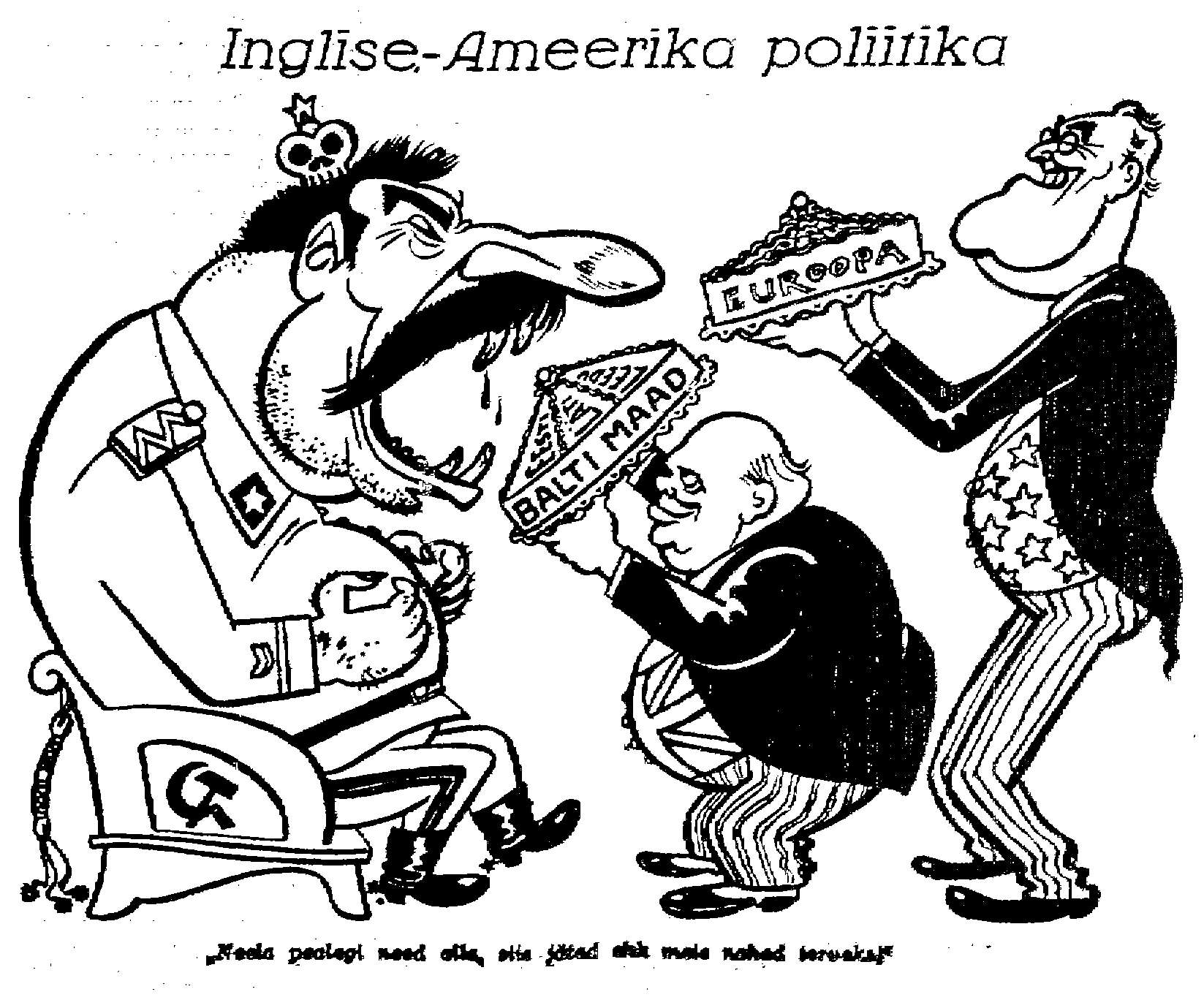
Englisch-amerikanische Politik, 1943; Text: Schluck sie nur runter, dann kommen wir vielleicht mit heiler Haut davon.